# Andrew megye
Andrew megye az Amerikai Egyesült Államokban, azon belül Missouri államban található. Megyeszékhelye és legnagyobb városa Savannah. Lakosainak száma 18 135 fő (2020. április 1.). Andrew megye Nodaway, Buchanan, DeKalb, Gentry, Holt és Doniphan megyékkel határos.

## Népesség
A megye népességének változása:
| Lakosok száma | 17 378 | 17 299 | 17 439 | 17 445 | 17 296 | 18 135 |
|               | 2010   | 2011   | 2012   | 2013   | 2015   | 2020   |